# Bye Bye Tiberias
Bye Bye Tiberias  (Originaltitel: Bye Bye Tibériade) ist ein französischer Dokumentarfilm aus dem Jahr 2023 von Lina Soualem.

## Handlung
Hiam Abbass verlässt ihr arabisch-israelisches Heimatdorf Deir Hanna in Untergaliläa (Israel), um ihren Traum, Schauspielerin zu werden, zu verwirklichen. Sie lässt ihre Mutter, Großmutter und Schwestern zurück. Abbass kehrt mit ihrer Tochter Lina Soulaem in ihr Dorf zurück, um die Entscheidungen ihrer Mutter und den Einfluss ihrer Familie zu erkunden.

## Kritik
„Private Aufnahmen und Archivmaterial über die Entwicklungen seit dem ersten arabisch-israelischen Krieg 1948 verschmelzen zu einer filmischen Spurensuche nach der Familiengeschichte aus Sicht der Frauen, was im Ergebnis aber fast durchweg banal ausfällt. Redundante Aussagen, Larmoyanz und fehlende Reflexion über die palästinensische Rolle im Nahost-Konflikt machen die Dokumentation zur herben Geduldsprobe.“